# Ломишки
Ломишки (рос. Ломышки) — присілок в Сусанінському районі Костромської області Російської Федерації.
Населення становить 174 особи. Входить до складу муніципального утворення Буяковське сільське поселення.

## Історія
Від 1928 року належить до Сусанінського району (спочатку називався Молвітінський), що у 1928-1929 роках перебував у складі Костромської губернії, у 1929-1936 роках Івановської промислової області, у 1936-1944 роках — Ярославської області. Від 1944 року населений пункт у складі Сусанінського району відійшов до новоутвореної Костромської області.
Від 2007 року входить до складу муніципального утворення Буяковське сільське поселення.

## Населення
| 2008 | 2010 | 2014 |
| ---- | ---- | ---- |
| 179  | ↘153 | ↗174 |